# Diptyaloherpia
Diptyaloherpia is een geslacht van wormmollusken uit de  familie van de Simrothiellidae.

## Soort
- Diptyaloherpia insolita Salvini-Plawen, 2008